# Josephine Barstow
Josephine Barstow es una soprano inglesa con destacadas dotes de actriz, nacida en 1940 en Sheffield. Muy apreciada especialmente en Inglaterra donde desarrolló la parte central de su trayectoria.
Se educó en la University of Birmingham debutando como Mimi en La Boheme en 1964. Estudió en el London Opera Centre, cantando Violetta de La Traviata en Sadler's Wells Opera Company. En 1969 debutó en el Covent Garden en Peter Grimes.
Otros roles han sido Alice Ford (Falstaff), Santuzza (Cavalleria rusticana), Leonore (Fidelio) en dos óperas de Sir Michael Tippett: The Knot Garden ( Denise) y The Ice Break (Gayle). 
En Glyndebourne interpretó Lady Macbeth, Elettra y Leonore.
Con la English National Opera interpretó Violetta, Emilia Marty (El caso Makropulos), Natasha (War and Peace), Salomé, Aída, Arabella, Lady Macbeth of Mtsensk y Der Rosenkavalier además de Gloriana, Marie, Kostelnicka en la última etapa de su carrera.
Ha cantado además en el Metropolitan Opera, Wiener Staatsoper, Festival de Salzburgo, Teatro Colón, Múnich, Tokio, Chicago, San Francisco, Flanders, Madrid, Lisboa, Hamburgo, Oviedo, Miami y otras casas de ópera.
En 1995 fue nombrada Dama del Imperio Británico.

## Discografía
CD
- Albert Herring (Steuart Bedford), 1996,
- Un ballo in maschera (Herbert von Karajan), 1989, DG
- Gloriana (Charles Mackerras), 1993, Decca
- The Knot Garden (Colin Davis), 1974, Philips
- Street Scene (John Mauceri), 1991, Decca
- Kiss Me Kate (Porter) - John McGlinn
- Wozzeck (Berg) - Paul Daniel
- Jenufa (Janácek) - Charles Mackerras
- Ópera Finales (Salomé, Médée, The Makropulos Affair, Turandot) (John Mauceri), 1990, Decca

DVD
- Un ballo in maschera (Sir Georg Solti), 2005
- Gloriana (Paul Daniel), 2000,
- Idomeneo (John Pritchard), 1974,
- Macbeth (John Pritchard), 1972
- Owen Wingrave (Kent Nagano), 2001